# 細紋斯坦達脂鯉
細紋斯坦達脂鯉（学名：Steindachnerina seriata），為輻鰭魚綱脂鯉目脂鯉亞目無齒脂鯉科的其中一個種，分布於南美洲Jamanxim流域，體長可達8.3公分，棲息在沙底質、植被生長的水域，生活習性不明。